# Hans-Joachim Bieber
Hans-Joachim Bieber (* 11. Juli 1940 in Hamburg) ist ein deutscher Historiker.

## Leben
Bieber studierte Geschichte, Germanistik und Philosophie. Er wurde 1976 in Neuerer und Neuester Geschichte an der Universität Hamburg promoviert und habilitierte sich 1987. Von 1977 bis 1994 war er im Bereich der Hochschulplanung tätig, u. a. in der Geschäftsstelle des Wissenschaftsrates. Von 1994 bis 2005 lehrte er als außerplanmäßiger Professor für Neuere und Neueste Geschichte und war Geschäftsführer des Wissenschaftlichen Zentrums für Kulturforschung an der Universität Kassel.
Biebers Forschungsschwerpunkte sind die deutsche Sozialgeschichte, die Geschichte der deutschen Juden, die Globalisierung, die Geschichte des nuklearen Zeitalters sowie die Geschichte der deutsch-japanischen Kulturbeziehungen im 20. Jahrhundert. 

## Schriften
- (Hrsg.) Dietrich Seckel: Berichte aus Japan. Briefe an seine Mutter, Hiroshima 1936 bis Tokyo/Urawa 1941. Iudicium, München 2020, ISBN 978-3-86205-052-9.
- SS und Samurai. Deutsch-japanische Kulturbeziehungen 1933–1945. Iudicium, München 2014, ISBN 978-3-86205-043-7.
- (Hrsg.) Die Zeit im Wandel der Zeit. Kassel University Press, Kassel 2002.
- Bürgertum in der Revolution. Bürgerräte und Bürgerstreiks in Deutschland. 1918–1920. Christians, Hamburg 1992.
- Gewerkschaften in Krieg und Revolution. Arbeiterbewegung, Industrie, Staat und Militär in Deutschland 1914–1920. Christians, Hamburg 1975.
- mit Egmont Zechlin: Die deutsche Politik und die Juden im Ersten Weltkrieg. Vandenhoeck und Ruprecht, Göttingen 1969, (DNB 458717045).